# All-Ireland Senior Football Championship 1961
L'All-Ireland Senior Football Championship 1961 fu l'edizione numero 65 del principale torneo di calcio gaelico irlandese. Down batté in finale Offaly, ottenendo la seconda assoluta e consecutiva vittoria della sua storia.

## Semifinali
| Dublino 6 agosto 1961 | Down | 1-12 – 0-09 | Kerry | Croke Park (64112 spett.) |

| Dublino 20 agosto 1961 | Offaly | 3-06 – 0-06 | Roscommon | Croke Park (71573 spett.) |

### Finale
| Dublino 24 settembre 1961, ore 15:30 BST | Down | 3-06 – 2-08 | Offaly | Croke Park (90556 spett.) |